# Павлокомская резня

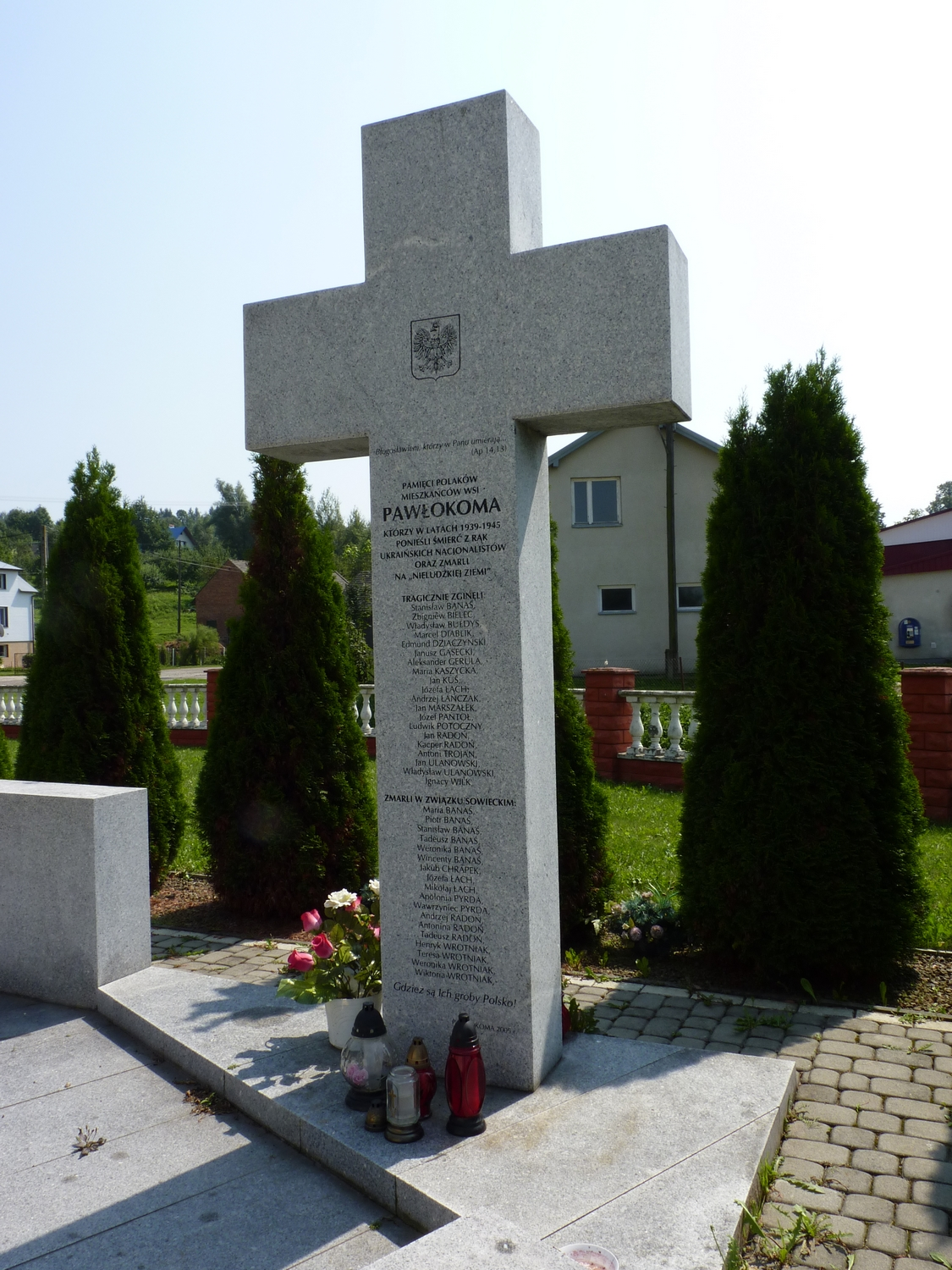
Памятник павлокомцам, убитым в 1939—1945 гг.

Павлокомская резня (пол. Zbrodnie w Pawłokomie, укр. Трагедія села Павлокоми) — массовое убийство мирных жителей украинского происхождения, произошедшее 1-3 марта 1945 года в селе Павлокома в Польше. Отрядом Армии Крайовой (пол. Armia Krajowa) под командованием Юзефа Бисса (пол. Józef Biss), при поддержке добровольцев из соседних сёл, было убито 366 человек.
13 марта 2006 года при участии президентов Польши и Украины Леха Качиньского и Виктора Ющенко в селе открыт памятник-мемориал погибшим украинцам.

## Предыстория

### 1939 год
Село Павлокома расположено недалеко от Перемышля. Накануне Второй мировой войны в нём проживало 1 190 украинцев, 170 поляков и 10 евреев. В 1939 году Павлокома две недели находилась под немецкой оккупацией, прежде чем гитлеровские войска покинули село согласно договору о границах между Третьим Рейхом и СССР . В окрестностях Павлокомы во время сентябрьской кампании дошло до польско-немецких столкновений. Солдаты Войска Польского, отступая, оставили в селе часть своего вооружения и амуниции. Поляки помогали этим солдатам, передавали им гражданскую одежду .
В свою очередь и часть украинцев, которая поддерживала ОУН, благосклонно приветствовала приход войск вермахта, считая это предпосылкой обновления украинской государственности. По данным Конечного, случались даже случаи сообщения немцам о поляках, которые помогали польским солдатам или обстреливали немецких военнослужащих в селе. На основании таких сообщений немцы арестовали 5 человек, однако, по воспоминаниям жителей села, освободили их после того, как другие поляки отрицали его достоверность.

### Павлокома в составе УССР в 1939-1941 годах
После разделения территории Второй Речи Посполитой между СССР и Третьим Рейхом граница между ними прошла по Сану, и Павлокома, которая находилась на правом берегу реки, отошла к Советскому Союзу. Приход к Павлокоме советских войск был недоверчиво воспринят украинским населением и вызвал сильную неприязнь местных поляков . Новая власть устроила ряд пропагандистских встреч, во время которых провозгласила об освобождении Украины из-под ущемления «польских панов» и присоединения украинских земель к СССР с включением их в Украинскую Советскую Социалистическую Республику. 10 февраля 1940 из села были депортированы 40 поляков. По мнению группы польских жителей Павлокомы, этот вывоз инициирован местным украинским населением, а местные украинские националисты якобы даже добивались от советского командования разрешения на убийство польских соседей . В то же время Здислав Конечный признает тот факт, что учитель Николай Левицкий с 1939 по 1941 год находился на левом берегу Сана в Дынуве, занятом вермахтом, на территории Генерал-губернаторства и к Павлокоме вернулся лишь после отступления оттуда советских войск. В 1940 году 9 жителей деревни - 6 украинцев и 3 поляка, мобилизовано в Красную армию .